# Hornet – Beschützer der Erde
Hornet – Beschützer der Erde (Originaltitel Hornet) ist ein US-amerikanischer Science-Fiction-Film aus dem Jahr 2018 von den Gebrüdern James und Jon Kondelik. Ersterer war außerdem gemeinsam mit Michael Varrati für das Drehbuch und mit Bobby Richardson für den Filmschnitt verantwortlich. Produziert wurde der Film von The Asylum.

## Handlung
Eine außerirdische Lebensform nähert sich der Erde und ist gewillt, die Menschheit zu unterjochen. Zu diesem Zwecke wird der Bevölkerung der Erde eine Gehirnwäsche unterzogen, wodurch sich diese in willenlose, blutrünstige an Zombies erinnernde Wesen verwandeln. So geraten nach und nach immer mehr Menschen unter die Kontrolle der Aliens. Eine kleine Gruppe von College-Studenten will ihr Schicksal nicht einfach so annehmen und plant einen Gegenschlag gegen die außerirdischen Invasoren. Bereits seit geraumer Zeit arbeiten die Studenten an einem neumodischen, hochspezialisierten Kampfroboter. Dieser erhielt aufgrund seiner schwarz-gelben Färbung den Namen Hornet.
Zurzeit befindet sich der Kampfroboter in einem frühen Entwicklungsstadium, so dass man uneins darüber ist, ob ein Einsatz schon möglich wäre. Ein bisheriger Feldeinsatz gilt aufgrund fehlender Tests als unwahrscheinlich. Da sich der Roboter allerdings als letzte Hoffnung der Menschheit entpuppt, wird der Kampfroboter gegen die Zombie-Menschen und im Anschluss gegen das riesige Mutterschiff der Aliens, das sich in der Erdatmosphäre aufhält, eingesetzt.

## Hintergrund
Der Film ist ein Mockbuster zu Bumblebee aus demselben Jahr. Im Gegensatz zum Original, dessen Name zu Deutsch Hummel heißt, spielt dieser Name auf die Hornisse an.
Am 7. Dezember 2018 erschien der Film in den USA im Videoverleih, wenige Tage vor dem Kinostart seines filmischen Vorbilds Bumblebee. In Deutschland startete der Film am 22. März 2019 in den Videoverleih. Der Film wurde auch unter dem Alternativtitel Giant Morphing Robots, eine Anspielung auf die Autobots aus dem Transformers-Frenchise, veröffentlicht.

## Rezeption
Auf Rotten Tomatoes hat der Film aufgrund zu geringer Wertungen keine Bewertung erhalten. In der Internet Movie Database hat der Film bei über 277 Stimmenabgaben eine Wertung von 1,9 von 10,0 möglichen Sternen (Stand: Juni 2023).